# Bezirksgemeinde Tukums
Die Bezirksgemeinde Tukums (lettisch Tukuma novads) – wie alle Novadi Lettlands in rechtlichem Sinne eine Großgemeinde – liegt im Westen Lettlands in der historischen Landschaft Kurland. Ihr Verwaltungssitz ist in Tukums.
Die Bezirksgemeinde entstand im Rahmen einer Verwaltungsreform zum 1. Juli 2021 durch den Zusammenschluss des alten Bezirks Tukums mit den Bezirken Engure, Jaunpils und Kandava, sodass er dem Kreis Tukums entspricht, der bis 2009 Bestand hatte.

## Geografie
Das Gebiet grenzt im Nordosten an die Bezirksgemeinde Talsi, im Westen an die Bezirksgemeinde Kuldīga, im Südwesten an die Bezirksgemeinde Saldus, im Süden an die Bezirksgemeinde Dobele, im Osten an die Bezirksgemeinde Jelgava, die Bezirksgemeinde Mārupe und die Stadt Jūrmala sowie im Nordosten an den Rigaischen Meerbusen.
Die größten Seen sind der Engure-See auf der Grenze zur Bezirksgemeinde Talsi sowie der Kaņieris-See im Nationalpark Ķemeri. Größte Flüsse sind die Abava im Westen der Bezirksgemeinde und die Slocene, die in den Kaņieris-See fließt.

## Gliederung
Die Bezirksgemeinde umfasst die beiden Städte (pilsētas) Kandava und Tukums sowie 21 Gemeinden (pagasti):
| - Cēre - Degole - Džūkste - Engure - Irlava - Jaunpils - Jaunsāti | - Kandava (Land) - Lapmežciems - Lestene - Matkule - Pūre - Sēme - Slampe | - Smārde - Tume - Vāne - Viesati - Zante - Zemīte - Zentene |

## Verkehr
Durch die Bezirksgemeinde verläuft die Bahnstrecke Torņakalns–Tukums II Richtung Riga mit Bahnhöfen in Milzkalne und Smārde sowie im Südteil ohne Haltestellen die Bahnstrecke Jelgava–Liepāja. Außerdem verlaufen die nur noch für Güterverkehr genutzten Bahnstrecken Ventspils–Tukums und  Tukums II–Jelgava durch das Gebiet. Wichtigste Straßenverbindungen sind die Staatsstraßen A10 von Riga nach Ventspils, die Teil der Europastraße 22 ist und durch den nördlichen Teil verläuft, und die A9 von Riga nach Liepāja im südlichen Teil. Südöstlich von Tukums liegt der Flughafen Jūrmala.

## Nachweise
1. ↑  Law on Administrative Territories and Populated Areas, likumi.lt, abgerufen am 8. August 2021